# Untere Sachsenburg

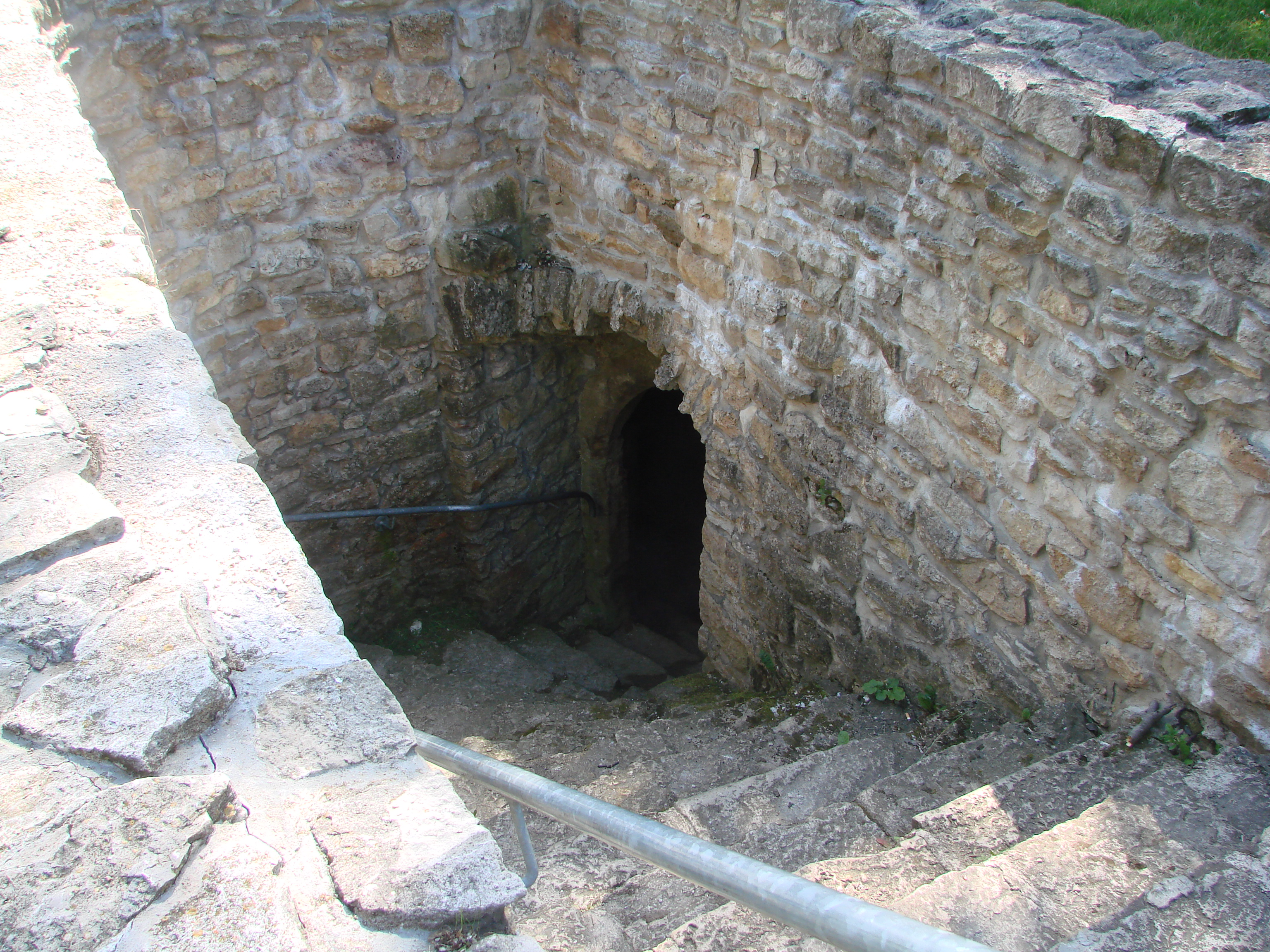
Untere Sachsenburg

Die Untere Sachsenburg, auch Unterburg oder Hakenburg genannt, ist die Ruine einer Höhenburg bei Sachsenburg, einem Ortsteil der Gemeinde An der Schmücke im Kyffhäuserkreis in Thüringen.
Von der mittelalterlichen Burg sind noch der Bergfried, Teile der Ringmauer sowie Keller erhalten. Die Anlage befindet sich seit 2002 im Besitz der Stiftung Thüringer Schlösser und Gärten.

## Geographische Lage
Die Ruine Untere Sachsenburg befindet sich nördlich oberhalb des gleichnamigen Orts auf der Kuppe des äußersten Ostsüdostausläufers des Höhenzugs Hainleite. Von Wald umgeben etwas über der von der Unstrut durchflossenen Thüringer Pforte ist sie etwa 450 m südöstlich der Oberen Sachsenburg gelegen.

## Geschichte
Bei der Burg handelt es sich um die Ältere der beiden Sachsenburgen. Der Zeitpunkt der Erbauung der Burg ist nicht abschließend geklärt. Für eine gelegentlich in der Literatur angegebene Erbauung durch einen Ritter von Hake um 940 fehlen jegliche Nachweise. Jedoch dürften die thüringischen Hagke bis zum 13. Jahrhundert als Ministerialen die Herrschaft für deren Inhaber verwaltet haben. Als Erbauer der Burg könnten die Grafen von Orlamünde, denen die Herrschaft bis Mitte des 11. Jahrhunderts gehörte, oder die Landgrafen von Thüringen, denen die Herrschaft spätestens seit 1180 gehörte, in Betracht kommen. Aufgabe der Burg war es, den Zugang in das zentrale Thüringer Becken zu sichern.
Nach dem Tode des letzten ludowingischen Landgrafen Heinrich Raspe im Jahre 1247 besetzte der Graf Siegfried von Anhalt (reg. 1252–1298) die Pfalzgrafschaft Sachsen. Er dürfte dabei auch die Burg eingenommen haben. Zur Verstärkung ließ er die Obere Sachsenburg erbauen.
Aus den folgenden Auseinandersetzungen mit den Markgrafen von Meißen gingen diese als Sieger hervor. Ob die im Weißenfelser Vertrag von 1249 festgelegte Schleifung der Burg „Saxinberg“ tatsächlich erfolgte, ist zweifelhaft. 1287 muss die Burg nämlich vorhanden gewesen sein, denn sie wurde erfolgreich gegen Adolf von Nassau verteidigt. Durch die Heirat Dietrichs von Hohnstein mit Sophia von Anhalt kam die Burg 1316 an die Grafen von Hohnstein. 1319 wurde urkundlich erstmals zwischen der oberen und der unteren Burg unterschieden. Nach einer Fehde mussten die Grafen von Hohnstein die Lehenshoheit des Landgrafen Friedrich I. (1292–1323) anerkennen. Ebenfalls durch Heirat kam die Burg von 1335 bis 1407 an die Grafen von Beichlingen. Ab 1407 war die Burg Eigentum der Landgrafen von Thüringen und Herzöge von Sachsen. Sie diente von diesem Zeitpunkt ab als Sitz des Amtes Sachsenburg. Mit der Verlegung des Amtssitzes in den Ort im Jahre 1815 verlor die Anlage ihre Bedeutung und wurde aufgegeben.

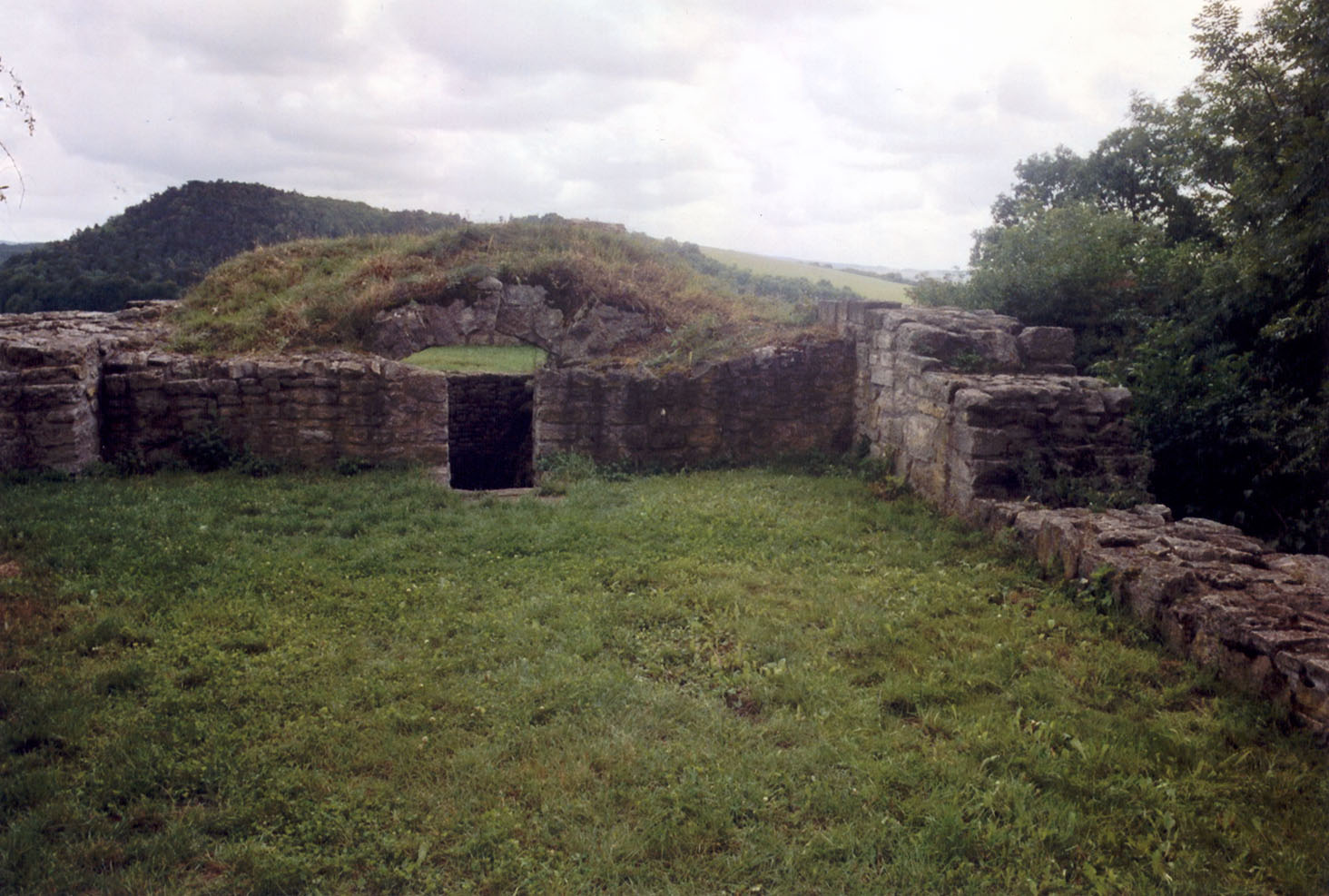
Reste der Ringmauer und eines Gewölbes (2005)
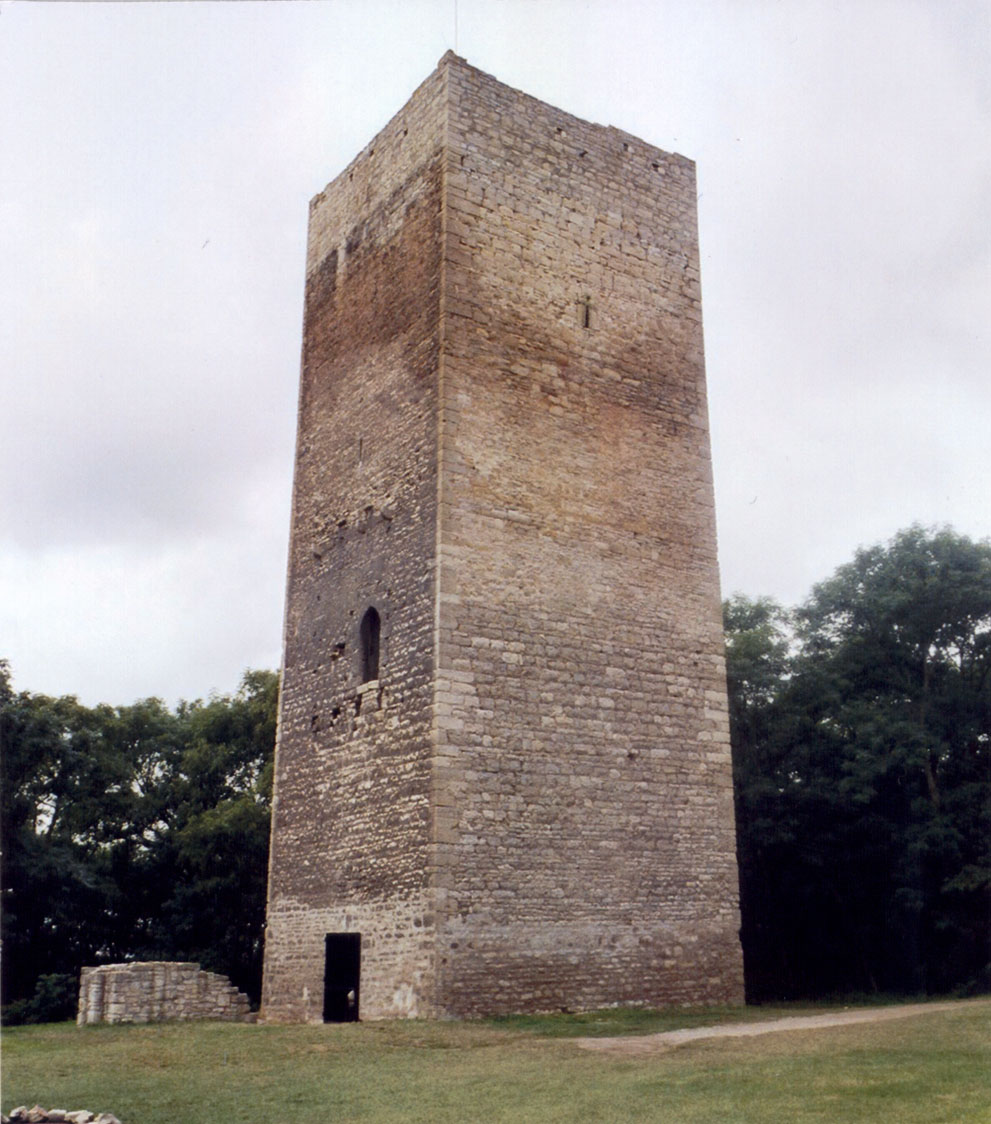
Bergfried (2005)